# مارك ديفيس (منافس ألعاب قوى)
مارك ديفيس (بالإنجليزية: Marc Davis) هو منافس ألعاب قوى أمريكي، ولد في 17 ديسمبر 1969 في أوسيانسيدي في الولايات المتحدة.

## وصلات خارجية
- مارك ديفيس على موقع الاتحاد الدولي لألعاب القوى (الإنجليزية)
- مارك ديفيس على موقع اللجنة الأولمبية الدولية (الإنجليزية)
- مارك ديفيس على موقع أوليمبيديا (الإنجليزية)